# 15964 Біллґрей
15964 Біллґрей (15964 Billgray) — астероїд головного поясу, відкритий 19 лютого 1998 року.
Тіссеранів параметр щодо Юпітера — 3,825.